# پال هولد
پال هولد (انگلیسی: Palle Huld؛ ۲ اوت ۱۹۱۲ – ۲۶ نوامبر ۲۰۱۰) بازیگر و نویسندهٔ دانمارکی بود. او از سال ۱۹۳۳ تا ۲۰۰۰ در ۴۰ فیلم ایفای نقش کرد. سفر او به دور دنیا در سن ۱۵ سالگی در سال ۱۹۲۸ الهام بخش هرژه برای ساختن تن‌تن بود.